# Sean Heuston
Seán Heuston, född 21 februari 1891 i Dublin, död 8 maj 1916 i samma stad, var en irländsk republikan. Han var en av ledarna for påskupproret år 1916, och avrättades för sin roll i detta. 

## Biografi
Heuston var bara 19 år gammal under påskupproret, och var medlem av scoutorganisationen Fianna Éireann. Han höll positionen Mendicity Institution vid Liffey i två dagar tillsammans med omkring tjugo män i samma ålder som han själv. Det var ursprungligen meningen att ställningen bara skulle hållas ett par timmar. 
Efter upproret slogs ner ställdes han för brittisk militärdomstol och dömdes till döden. Han arkebuserades i Kilmainham fängelset den 8 maj 1916, som den yngste av upprorsledarna.
Heuston station i Dublin, där han jobbade på trafikledarkontoret under en period, har fått sitt namn efter honom. Det samma gäller Seán Heuston-bron bredvid stationen.